# Кваскув (Лодзинське воєводство)
Кваскув (пол. Kwasków) — село в Польщі, у гміні Блашки Серадзького повіту Лодзинського воєводства.
Населення — 175 осіб (2011).
У 1975-1998 роках село належало до Серадзького воєводства.

## Демографія
Демографічна структура станом на 31 березня 2011 року:
|          | Загалом | Допрацездатний вік | Працездатний вік | Постпрацездатний вік |
| -------- | ------- | ------------------ | ---------------- | -------------------- |
| Чоловіки | 88      | 16                 | 60               | 12                   |
| Жінки    | 87      | 13                 | 50               | 24                   |
| Разом    | 175     | 29                 | 110              | 36                   |